# Saki (małpy)
Saki (Pitheciinae) – podrodzina ssaków naczelnych z rodziny sakowatych (Pitheciidae). Wcześniej takson ten zaliczany były do płaksowatych (Cebidae).

## Zasięg występowania
Saki występują w lasach północnej i centralnej Ameryki Południowej.

## Charakterystyka
Żyją w stadach złożonych z kilku do kilkudziesięciu osobników obydwu płci.

## Systematyka
Do podrodziny należą następujące występujące współcześnie rodzaje:
- Pithecia Desmarest, 1804 – saki
- Chiropotes Lesson, 1840 – szatanka
- Cacajao Lesson, 1840 – uakari

Opisano również rodzaje wymarłe:
- Cebupithecia Stirton & Savage, 1951[14] – jedynym przedstawicielem był Cebupithecia sarmientoi Stirton & Savage, 1951
- Nuciruptor Meldrum & Kay, 1997[15] – jedynym przedstawicielem był Nuciruptor rubricae Meldrum & Kay, 1997
- Proteropithecia Kay, D. Johnson & Meldrum, 1999[16] – jedynym przedstawicielem był Proteropithecia neuquenensis (Kay, Johnson & Meldrum, 1998)